# Paul Leblois
 (15 janvier 2015).
Pour les articles homonymes, voir Leblois.
Paul Leblois né le 17 juillet 1857 à Strasbourg et mort le 28 août 1930 à Paris au Val-de-Grâce, est un général français, grand-croix de la Légion d'honneur.
Il s'illustre particulièrement d'octobre 1916 à janvier 1917  au commandement de l'Armée française d'Orient, notamment lors de la prise de Monastir en Serbie en octobre 1916.

## Biographie

### Famille
Paul Leblois nait le 17 juillet 1857 à Strasbourg. Il est le fils du pasteur protestant libéral Georges-Louis Leblois et le frère de l'avocat Louis Leblois, grande figure de l'affaire Dreyfus. Il est également le frère de Louise-Amélie Leblois, première française à obtenir en 1888 le grade de docteur ès-sciences à Paris.

### Officier des troupes coloniales en Indochine
Il sert comme officier dans les troupes coloniales en Indochine au cours de plusieurs séjours (1891-1894, 1899-1901, 1905-1907).
En 1909, il est promu au grade de général de brigade et nommé au conseil consultatif des colonies la même année puis nommé commandant de la défense de la place Saïgon-Cap Saint-Jacques en août 1910.

### Première Guerre mondiale
En 1913, il commande la 5e brigade d'infanterie coloniale à Paris. Il est promu général de division en mai 1914 et  inspecteur colonial en 1914.

#### Front de France
Le général Leblois débute la guerre contre l'Allemagne en 1914 comme commandant de la 2e division d'infanterie coloniale. À Jamoigne en Belgique, elle arrête net l'avance allemande et participe aux combats victorieux de la Marne. Du 5 au 15 septembre 1914, la division Leblois remporte une série ininterrompue de succès : le 15, elle s'empare de la main de Massiges et des hauteurs à l'est de Beauséjour. Le 26 septembre, les Allemands perdent 400 prisonniers et leur drapeau. Le général est cité à l'ordre de l'armée « pour ses hautes qualités militaires, l'énergie, la bravoure qu'il n'a cessé de montrer dans l'exercice de son commandement ». La division Leblois obtient des succès substantiels dans l'offensive de décembre 1914. Son chef est promu commandeur de la Légion d'honneur. Il est pourtant relevé de son commandement sans explication en janvier 1915 et reste en disponibilité pendant huit mois.

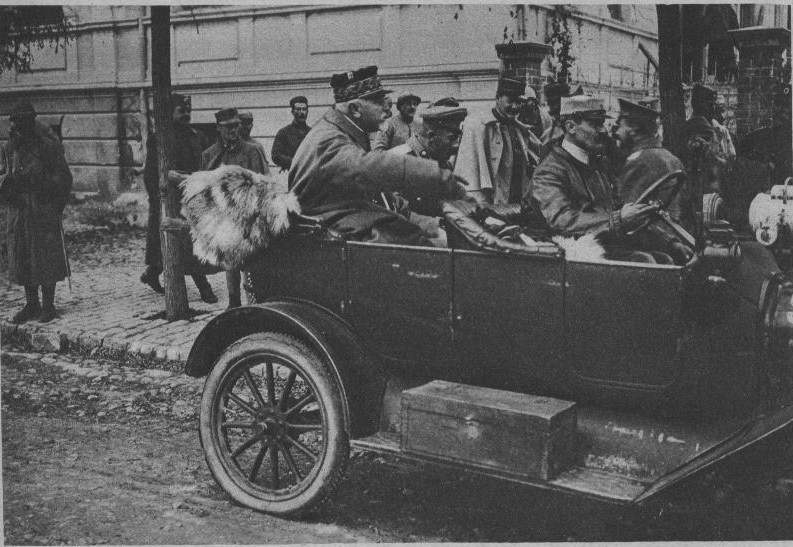
Paul Leblois et le général russe Didericks à Monastir en 1916, photographie publié dans Le Miroir (hebdomadaire photographique).

#### Front d'Orient
Il sert ensuite dans l'Armée d'Orient d'octobre 1915 à janvier 1917. Arrivé à Salonique à la tête de la 57e division d'infanterie, il se porte en avant de Demir-Kapou, mais la défaite serbe l'oblige à se replier et il ramène ses 36 000 hommes sans perte aucune[réf. nécessaire] par l'unique route du Vardar. Il est cité à l'ordre de l'armée d'Orient le  8 décembre. De décembre 1915 à début 1916, la division Leblois travaille à l'établissement du camp retranché de Salonique. En avril 1916, le général Leblois prend avec deux régiments la ville de Florina, solidement occupée par les Bulgares. En octobre 1916, nommé commandant en chef de l'Armée française d'Orient (AFO), il emporte les lignes fortifiées de Kénali et ses troupes entrent dans Monastir. À l'occasion de la victoire de Monastir, le général reçoit du prince de Serbie la grande croix de l'aigle blanc avec glaives.
Remplacé à la tête de l'Armée d'Orient par le général Grossetti au début de 1917, il est nommé président du Comité consultatif de la défense des colonies en juillet 1917 et est appelé en février 1918 au haut-commandement des troupes françaises en Indochine.

### Dernières années
Le général Leblois est élevé à la dignité de grand-croix de la Légion d'honneur le 10 juin 1926.
Il repose au cimetière communal de Bondy (Seine-Saint-Denis)

## Décorations

### Françaises
- Grand-croix de la Légion d'honneur (10 juin 1926) 
  - Grand officier (27 avril 1916)
  - Commandeur (30 décembre 1914)
  - Officier (13 juillet 1903)
  - Chevalier (12 juillet 1893)
- Croix de guerre 1914–1918  (4 citations)

### Etrangères
- Grand-croix de l’Ordre de l’Aigle blanc avec glaives.

## Grades
- Sous-lieutenant le 1er octobre 1877
- Lieutenant le 25 mars 1883
- Capitaine le 2 novembre 1888
- Chef de bataillon le 2 novembre 1888
- Lieutenant-colonel le 4 juillet 1900
- Colonel le 30 mars 1904
- Général de brigade le 18 avril 1909
- Général de division le 21 mai 1914